# Темедеу-Маре (комуна)
Темедеу-Маре (рум. Tămădău Mare) — комуна у повіті Келераш в Румунії. До складу комуни входять такі села (дані про населення за 2002 рік):
- Дирварі (116 осіб)
- Келерець (395 осіб)
- Плумбуйта (578 осіб)
- Сечеле (89 осіб)
- Темедеу-Маре (985 осіб)
- Темедеу-Мік (143 особи)
- Шейною (308 осіб)

Комуна розташована на відстані 37 км на схід від Бухареста, 67 км на північний захід від Келераші.

## Населення
За даними перепису населення 2002 року у комуні проживали 2614 осіб.
Національний склад населення комуни:
| Національність | Кількість осіб | Відсоток |
| -------------- | -------------- | -------- |
| румуни         | 2541           | 97,2%    |
| цигани         | 71             | 2,7%     |
| євреї          | 1              | < 0,1%   |
| італійці       | 1              | < 0,1%   |

Рідною мовою назвали:
| Мова       | Кількість осіб | Відсоток |
| ---------- | -------------- | -------- |
| румунська  | 2595           | 99,3%    |
| циганська  | 18             | 0,7%     |
| італійська | 1              | < 0,1%   |

Склад населення комуни за віросповіданням:
| Релігія       | Кількість осіб | Відсоток |
| ------------- | -------------- | -------- |
| православні   | 2609           | 99,8%    |
| адвентисти    | 2              | 0,1%     |
| римо-католики | 1              | < 0,1%   |
| п'ятдесятники | 1              | < 0,1%   |
| атеїсти       | 1              | < 0,1%   |